# Kostel svatého Františka z Assisi (Dolní Slivno)
Římskokatolický farní kostel svatého Františka z Assisi v Dolním Slivně je empírová sakrální stavba. Od roku 1967 je kostel chráněn jako kulturní památka.

## Historie
Původní zdejší kostel byl gotický. Současný farní kostel sv. Františka z Assisi byl vybudován barokně v roce 1679, dále byl rozšířen roku 1694. V letech 1807–1808 byl empírově upraven. Ve druhé dekádě 21. století probíhá oprava objektu.
Duchovní správci kostela jsou uvedeni na stránce: Římskokatolická farnost Dolní Slivno.

## Architektura
Kostel je obdélný, jednopatrový. Má západní hranolovou věž s 2×2 segmentovými okny. Presbytář je pravoúhlý. Kostel má valenou klenbu s lunetami.

## Zařízení

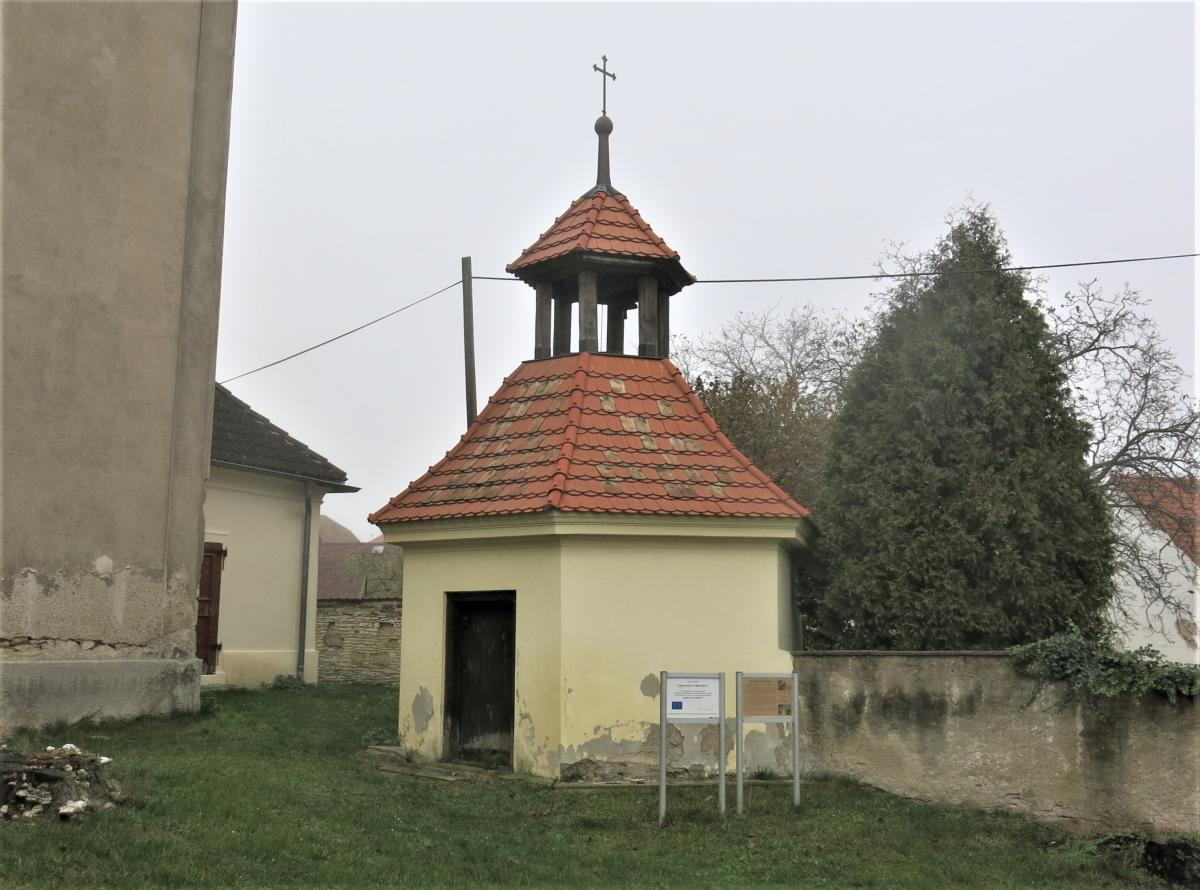
Zvonička u kostela

Hlavní oltář je malovaný al fresco. Jedná se o sloupový, portálový, s kopií obrazu Ukřižovaného s Pannou Marií Bolestnou a sv. Janem od Petra Brandla z roku kolem 1730. Obraz pochází z jezuitského kostela sv. Bartoloměje v Praze. Darovala jej hraběnka Johanna Cavriani, roz. Novohradská z Kolovrat v 1. polovině 19. století. Originál je v současnosti zapůjčený do expozice Diecézního muzea v Litoměřicích.
Dále je zde menší obraz poprsí sv. Františka Serafinského od Josefa Berglera, který je signovaný a datovaný do roku 1808.
Ostatní zařízení je nižší umělecké úrovně. Výjimku tvoří cínová renesanční křtitelnice, která byla přenesena z původního kostela. Na křtitelnici jsou znaky Berků z Dubé a Novohradských z Kolovrat.
Na jižní straně lodi se do roku 1929 nacházel empírový mramorový náhrobek Jany hraběnky Cavrianiové, rozené Novohradské z Kolovrat. Jednalo se o volnou figurální kompozici portrétu zesnulé, anděla a ženy s dětmi. Náhrobek byl vytesán v roce 1826 V. Prachnerem podle návrhu J. Berglera. Náhrobek byl po roce 1929 umístěn do předhradí Košátek.